# Río Rancho Estates
Río Rancho Estates es un lugar designado por el censo ubicado en el condado de Sandoval en el estado estadounidense de Nuevo México. En el Censo de 2020 tenía una población de 1801 habitantes y una densidad poblacional de 10,17 habitantes por km². Fue incluido como CDP en el censo de 2020.

## Geografía
Río Rancho Estates se encuentra ubicado en las coordenadas 35°17′58″N 106°46′35″O / 35.29944, -106.77639. Según la Oficina del Censo de los Estados Unidos,  tiene una superficie total de 177,03 km², todos correspondientes a tierra firme.